# Tryggevælde Provsti
Tryggevælde Provsti er et provsti i Roskilde Stift. Provstiet ligger i Fakse Kommune og Stevns Kommune.
Tryggevælde Provsti består af 37 sogne med 37 kirker, fordelt på 16 pastorater.

## Pastorater
| Pastorater i Tryggevælde Provsti                | Pastorater i Tryggevælde Provsti         | Pastorater i Tryggevælde Provsti       |
| ----------------------------------------------- | ---------------------------------------- | -------------------------------------- |
| Endeslev-Vråby-Himlingøje Pastorat              | Faxe-Roholte Pastorat                    | Hårlev-Varpelev Pastorat               |
| Haslev-Freerslev-Terslev Pastorat               | Hylleholt Pastorat                       | Karise-Alslev Pastorat                 |
| Kongsted Pastorat                               | Lille Heddinge-Havnelev-Højerup Pastorat | Lyderslev-Frøslev Pastorat             |
| Magleby Stevns-Holtug Pastorat                  | Nordstevns Pastorat                      | Sønder Dalby-Tureby Pastorat           |
| Spjellerup-Smerup-Hellested-Vemmetofte Pastorat | Store Heddinge Pastorat                  | Ulse-Vester Egede-Øster Egede Pastorat |
| Øde Førslev-Teestrup-Bråby Pastorat             |                                          |                                        |

## Sogne
| Sogne i Tryggevælde Provsti | Sogne i Tryggevælde Provsti | Sogne i Tryggevælde Provsti |
| --------------------------- | --------------------------- | --------------------------- |
| Alslev Sogn                 | Bråby Sogn                  | Endeslev Sogn               |
| Faxe Sogn                   | Freerslev Sogn              | Frøslev Sogn                |
| Haslev Sogn                 | Havnelev Sogn               | Hellested Sogn              |
| Himlingøje Sogn             | Holtug Sogn                 | Hylleholt Sogn              |
| Højerup Sogn                | Hårlev Sogn                 | Karise Sogn                 |
| Kongsted Sogn               | Lille Heddinge Sogn         | Lyderslev Sogn              |
| Magleby Stevns Sogn         | Roholte Sogn                | Smerup Sogn                 |
| Spjellerup Sogn             | Store Heddinge Sogn         | Strøby Sogn                 |
| Sønder Dalby Sogn           | Teestrup Sogn               | Terslev Sogn                |
| Tureby Sogn                 | Tårnby Sogn                 | Ulse Sogn                   |
| Valløby Sogn                | Varpelev Sogn               | Vemmetofte Sogn             |
| Vester Egede Sogn           | Vråby Sogn                  | Øde Førslev Sogn            |
| Øster Egede Sogn            |                             |                             |